# The Man and the Journey
The Man and the Journey is de naam van een conceptueel muziekstuk van de progressieve-rockband Pink Floyd. In 1969 werd de suite uitgevoerd tijdens een tournee door Europa. Het bestaat uit nummers uit voorgaande albums en nooit eerder uitgebracht werk. Enkele nummers zouden even later verschijnen op de albums More en Ummagumma (beide uitgebracht in 1969). Er zitten ook fragmenten tussen die nooit op de markt zijn gebracht. Het materiaal was verdeeld in twee delen The Man en The Journey. De concerten werden begeleid door visuele optredens zoals het zagen van hout, het maken van een tafel, en het drinken van thee op het podium.
Een opmerkelijke uitvoering van het concept vond plaats op 26 juni 1969 in de Royal Albert Hall te Londen. Tijdens dat optreden, bekend als "The Final Lunacy", vonden gebeurtenissen plaats waar de toen conservatieve concertzaal niet op was ingesteld. Er werden kanonnen afgeschoten, er werd meubilair gemaakt op het podium en een helper van de band jutte het publiek op, gekleed in een gorillapak. Ter afsluiting liet de band een grote roze rookbom afgaan. De directie van de concertzaal was hier niet blij mee en de groep mocht er nooit meer optreden. Het optreden op 17 september in het Koninklijk Concertgebouw te Amsterdam is opgenomen en uitgezonden op de radio door de VPRO. Er waren plannen om The Man and the Journey uit te brengen op album, maar daar werd van afgezien door de overlap met het materiaal wat op Ummagumma zou gaan verschijnen.

## Tracklist
De suite is nooit als een op zichzelf staand werk uitgebracht. Er zijn wel bootlegs verschenen. In 2016 kwam de boxset The Early Years 1965-1972 uit, waar de opnames van het concert in Amsterdam vrijwel volledig op staan. De onderstaande tracklist is van de boxset.
| Nr. | Titel         | Duur |
| --- | ------------- | ---- |
| 1.  | Daybreak      | 8:14 |
| 2.  | Work          | 4:12 |
| 3.  | Afternoon     | 6:39 |
| 4.  | Doing It      | 3:54 |
| 5.  | Sleeping      | 4:38 |
| 6.  | Nightmare     | 9:15 |
| 7.  | Labyrinth     | 1:10 |
| 8.  | The Beginning | 3:25 |

| Nr. | Titel                          | Duur |
| --- | ------------------------------ | ---- |
| 1.  | Beset by Creatures of the Deep | 6:27 |
| 2.  | The Narrow Way, Pt. 3          | 5:11 |
| 3.  | The Pink Jungle                | 4:56 |
| 4.  | The Labyrinth of Auximenes     | 3:20 |
| 5.  | Footsteps / Doors              | 3:12 |
| 6.  | Behold the Temple of Light     | 5:32 |
| 7.  | The End of the Beginning       | 6:31 |

- MusicBrainz release group: 1e267cfe-14b5-3665-a603-68d35cce3a05
- MusicBrainz work: 01160050-85a9-4fdd-a9d9-be3142a14bed